# Farrukh-siyar
Farrukh-siyar (Aurangabad, 20 d'agost de 1685 - Delhi, 19 d'abril de 1719) fou Gran Mogol de l'Índia. Fill de Sahiba Niswam (germana del nawab Shaista Khan, subadar de Caixmir) i de Muhammad Azim (Azim al-Shan) i net de Bahadur Shah I, va acompanyar al seu pare a Agra (1693) i a Bengala (1697) quan va governar aquesta província.
Aurangzeb va cridar al pare a la cort el 1707 i Farrukh-siyar fou nomenat virrei de Bengala, fins que fou cridat el 1711 pel seu pare. Durant el seu període de govern a Bengala el govern real va estar en mans del diwan Murshid Kuli Khan.
El 27 de febrer de 1712 va morir Bahadur Shah I. En la lluita per la successió que va seguir va morir el seu pare Azim al-Shan a Lahore, i Farrukh-siyar, que era a Patna, es va proclamar rei (7 d'abril de 1712) amb el suport del subgovernador, Sayyid Husayn Ali Khan Barha, dels anomenats Germans Sayyids, verdaders senyors de la part oriental de l'Imperi. Va marxar cap a Delhi i pel camí es va trobar amb les forces de Sayyid Abd Allah Khan, germà gran de Sayyid Husayn, i subgovernador d'Ilahabad, i altres nobles de la regió oriental.
Després de la derrota de Jahandar Shah a Samugarh prop d'Agra el 10/11 de gener de 1713 els Germans Sayyids van proclamar a Farrukh-siyar; Abd Allah fou nomenat wazir i Sayyid Husayn, cap bakhshi (cap de l'exèrcit). Jahandar Shah i el seu wazir Dhu l-Fikar Khan foren executats i altres rivals van patir confiscacions i empresonaments. Farrukh-siyar fou coronat l'11 de juny de 1713 quan tenia 30 anys. Els Sayyid van fer concessions als jats i el raja jat Churaman va poder governar terres a l'entorn d'Agra; també van fer concessions als marathes i el raja Shahu va poder recaptar el 33% de les contribucions al Dècan.
Durant tot el seu regnat es va enfrontar repetidament als Germans Sayyids que volien dominar tot el poder. Les conspiracions preparades per l'emperador no van reeixir i els sayyid que no representaven pas l'element hindú contra l'element musulmà, ja que les dues faccions eren transversals, van aconseguir posar del seu costat o eliminar a tots els nobles que podien representar un perill excepte a Jai Singh raja del clan kachwaha d'Amber. El maig de 1715 Sayyid Husayn fou nomenat virrei de Dècan. En algun moment abans del desembre del 1715 es va casar amb Nawab Fakhr-un-Nisa Begum Sahiba, filla del nawab Saadat Khan Bahadur (Mir Muhammad Taqi Husaini), un noble de Caixmir del clan marashi; després el desembre del 1715 es va casar amb Indira Kanwear filla del maharaja Ajit Singh de Jodhpur; va tenir almenys una tercera esposa de nom desconegut.
El 1717 la Companyia Britànica de les Índies Orientals va comprar el dret de lliure comerç a Bengala, Bihar i Orissa per només tres mil rupies a l'any, així com a Surat i Chennai entre altres privilegis. Es diu que l'emperador va fer aquestes concessions en agraïment al metge de la companyia William Hamilton que l'havia curat d'una malaltia, però això sembla no correspondre a la realitat i els serveis del metge foren adequadament pagats de forma personal (donació de robes, un cavall i 5000 rúpies a més d'altres regals valuosos) i que Sayyid Abd Allah era el que governava realment i el que podia atorgar els privilegis comercials, i de fet fou aquest al que finalment van haver de recórrer ela britànics per altres concessions.
Sayyid Husayn va retornar del Dècan el febrer de 1719 entrant a Delhi al front d'un exèrcit on hi havia 15000 marathes dirigits pel peshwa Baladji Wishwanath, farts de les conspiracions de l'emperador. Aquest no va voler o poder negociar i fou deposat i cegat l'1 de març de 1719 i proclamat al seu lloc el príncep Rafi al-Daradjat. La nit del 28 a 29 d'abril de 1719 fou executat. Va deixar que se sàpiga només una filla, que es va casar amb l'emperador Muhammad Shah (1729-1748) vers 1721.